# Trận Solferino
Trận Solferino là một trận đánh quan trọng trong cuộc Chiến tranh giành độc lập Ý lần thứ hai, diễn ra vào ngày 8 tháng 6 năm 1859 và kết thúc với chiến thắng của liên quân Pháp - Sardegna trước quân đội Áo. Trận chiến này có sự tham gia trực tiếp của Hoàng đế Napoléon III của Pháp, vua Vittorio Emanuele II của Sardegna và Hoàng đế Franz Joseph I của Áo, và là trận đánh duy nhất mà Franz Joseph đích thân chỉ huy trong suốt cuộc đời ông. Đây được xem là trận đánh lớn nhất ở châu Âu kể từ sau trận Leipzig năm 1813, với con số thương vong cao nhất kể từ sau trận Waterloo năm 1815.Trận chiến cao điểm này đã đánh dấu sự chấm dứt của cuộc chiến ở Ý năm 1859: nhiều yếu tố, trong đó có thiệt hại nặng nề của quân đội Pháp và Áo, đã khiến cho hoàng đế hai nước quyết định giảng hòa với nhau để chấm dứt cuộc chiến không được dân chúng ủng hộ... Ngoài ra, trận đánh này đã đi vào lịch sử nhân loại như cái "nôi" của Hội Chữ Thập đỏ Quốc tế.
Hai bên bắt đầu đụng độ với nhau vào lúc rạng sáng. Phía Pháp đổ từng lớp bộ binh vào trận để phối hợp với các khẩu pháo dội vào Solferino. Về phía Áo, tướng Franz von Wimpffen mở hai đợt tấn công vào cánh phải quân Pháp. Trận đánh diễn ra ác liệt nhưng bất phân thắng bại, nhưng cuối cùng, kỵ binh của Wimpffen bị kiệt quệ trong khi chiến tuyến quân Áo ở Solferino đã bị pháo binh địch giã nhừ và tan vỡ trước mũi lê của bộ binh địch. Trận đánh ngắn ngủi chấm dứt khi Franz Joseph buộc phải rút lui toàn bộ lực lượng của mình. Bên sườn quân Pháp, mặc dù Quân đoàn VIII Áo dưới quyền tướng Ludwig von Benedek đã đập tan các đợt tiến công dồn dập của quân Sardegna với quân số áp đảo trong suốt ngày hôm đó, Benedek buộc lòng phải tuân thủ mệnh lệnh. Thương vong rất lớn cho cả hai phe, đặc biệt là quân Áo Sự thất trận ở Solferino đã gây cho Hoàng đế Franz Joseph I mất lòng tin vào quân đội của mình, song ông chuẩn bị tiếp tục cuộc chiến. Trong khi đó, tổn thất to lớn của các lực lượng Pháp đã khiến cho Napoléon III hoảng hốt, và ông hiểu rằng Pháp sẽ phải hao tổn thêm nhiều binh lực nữa để đánh chiếm Quadrilatero. Chất lượng chiến đấu thấp kém của quân Sardegna cũng gây cho Napoléon thất vọng. Thêm vào đó, nhận thấy nước Phổ láng giềng đang động viên quân đội để chuẩn bị tham chiến Napoléon cầu hòa với Franz Joseph, người đã chấp thuận do tình hình bất ổn về tài chính và chính trị của Áo. Hai bên ký kết Thỏa ước Villafranca cuối năm 1859, theo đó Áo nhượng cho Pháp phần lớn Lombardia, vùng mà sau đó được trao cho Ý. Sự kiện này gây cho các nhà dân tộc chủ nghĩa Ý phẫn nộ và không thể ngăn chặn người Ý tiếp tục công cuộc thống nhất đất nước họ, quá trình mà trận Solferino là một mốc quan trọng.
Dù công lao của các cấp chỉ huy Pháp và Áo không phải là không được bộc lộ trong chiến trận, lòng dũng cảm của lính bộ binh Pháp đã quyết định kết quả trận Solferino, vốn được xem là một "Trận đánh của lính". Trận đánh này không thực sự làm Napoléon III vừa ý, song ông luôn đề cao chiến thắng đối với công chúng Pháp. Thắng lợi này đã góp phần củng cố niềm tin của các nhà chính trị và quân sự vào sức mạnh của quân đội Pháp, qua đó dẫn đến sự thảm bại của họ trong cuộc Chiến tranh Pháp-Phổ (1870 – 1871). Đồng thời, trận đánh đã gây phấn khích cho các nhà tự do chủ nghĩa ở Áo vì họ coi đây là một đòn giáng vào nền quân chủ chuyên chế Áo-Hung. Nhưng, ý nghĩa trọng đại nhất của trận đánh bắt nguồn từ những ấn tượng của một doanh nhân người Thụy Sĩ là Henri Dunant về sự đau đớn của thương binh nằm lại chiến địa mà không hề được chăm sóc. Qua cuốn Hồi ức về Solferino xuất bản năm 1862, ông mong muốn mỗi quốc gia phải thành lập các hiệp hội chữa trị cho thương binh trên chiến trường. Chính điều ấy đă dẫn đến sự ra đời của Phong trào Chữ thập đỏ – Trăng lưỡi liềm đỏ quốc tế.

## Bối cảnh lịch sử
Cuộc Chiến tranh giành độc lập Ý lần thứ hai giữa Đế chế thứ hai của Pháp và Vương quốc Sardegna (Sardegna-Piemonte) với Đế quốc Áo dưới thời nhà Habsburg (1859) khởi nguồn từ hoạt động ngoại giao khôn khéo của Thủ tướng Cavour, nhằm thống nhất nước Ý dưới sự thống trị của Vương triều Sardegna. Hoàng đế Pháp là Napoléon III đã chấp nhận hỗ trợ Ý chống người Áo do sự quan tâm của ông đối với tình hình Ý (thời trẻ ông từng tham gia phong trào cách mạng Ý năm 1830) cùng với mong muốn tước đoạt cho Pháp quyền lợi của Áo tại Ý và dĩ nhiên, tham vọng bành trướng của ông.

## Sau trận đánh
Tuy có ý kiến coi trận Solferino là một thắng lợi kiểu Pyrros của quân Pháp cũng giống như cuộc vây hãm Sevastopol và đây thực chất không phải là một trận đánh quyết định, trận này cũng quyết định đến kết quả của cuộc Chiến tranh Pháp - Áo năm 1859. Với thất bại này, uy thế của người Áo trên đất Ý chỉ còn là quá khứ, và thời đại của Klemens von Metternich có thể được xem là chấm dứt. Trận tàn sát thật sự khủng khiếp, song chẳng thể hiện bất kỳ một tài năng lãnh đạo nào. Qua đó, đây được xem là thắng lợi của các đội quân tinh nhuệ và có kỷ luật theo lối cũ.
Tầm trọng đại của chiến thắng này có thể thấy qua việc Đế quốc Áo lâm vào khủng hoảng sau khi mất quyền bá chủ ở Ý. Được xem là trận đánh đẫm máu nhất ở châu Âu kể từ sau trận Waterloo, thắng lợi này đã góp phần đặt tiền đề cho tiến trình nhất thống nước Ý dưới sự lãnh đạo của Piemonte. Như một thất bại tiếp nối cho những thắng lợi vẻ vang của quân Áo dưới quyền cố Thống chế Joseph Radetzky von Radetz trong cuộc Chiến tranh giành độc lập Ý lần thứ nhất hồi các năm 1848 - 1849, Trận Solferino không chỉ là một thất bại cá nhân của Hoàng đế Franz Joseph I mà còn là của cả nước Áo. Tiếp nối thất bại ở Solferino, trận Königgrätz năm 1866 đã góp phần khiến cho Áo bị mất thêm nhiều vùng đất ở miền Bắc Ý và chứng tỏ sự yếu kém quân sự của Áo Quốc.